# Walki o Wyspy Aleuckie
Walki o Wyspy Aleuckie – walki trwające od 3 czerwca 1942 do 15 sierpnia 1943 roku na Wyspach Aleuckich pomiędzy wojskami amerykańskimi i kanadyjskimi a japońskimi. W czerwcu 1942 roku siły japońskie wylądowały na wyspach Attu i Kiska położonych w archipelagu Aleutów w celu odwrócenia uwagi od zajęcia Midway. Małe oddziały japońskie okupowały te wyspy, jednak dalekie położenie wysp, a także trudności pogodowe i terenowe oznaczały, że zebranie odpowiednio dużej alianckiej grupy uderzeniowej, które mogłaby odbić te wyspy, zajęło prawie rok. Ostatecznie, po prawie jednym roku przygotowań, wojska amerykańskie i kanadyjskie odbiły wyspy latem 1943 roku.

## Atak japoński i zajęcie wysp Attu i Kiska
W dniach 3–4 czerwca 1942 roku japońskie samoloty z lotniskowców „Ryūjō” i „Jun'yō” zaatakowały port w Dutch Harbor na Wyspach Aleuckich. 6 czerwca 1942 roku Japonia wysadziła desant na wyspach Kiska, Attu i kilku mniejszych. Pierwotnym celem tego desantu miało być odwrócenie uwagi od próby zajęcia Midway. Dzięki jednak działalności Josepha Rocheforta i kierowanej przez niego komórki wywiadu elektronicznego HYPO na Hawajach, Amerykanie byli przygotowani do obrony. Utworzono grupę północnego Pacyfiku (Task Force 8) pod dowództwem kontradm. Roberta A. Theobalda. W skład tego zespołu wchodziły: 2 ciężkie krążowniki – USS „Indianapolis” i „Louisville”, 3 lekkie krążowniki – „Nashville”, „St. Louis” i „Honolulu”, 13 niszczycieli, 6 okrętów podwodnych oraz liczne jednostki pomocnicze. Wzmocniono również lotnictwo na wyspach.
W następnych kilku tygodniach Amerykanie nękali siły japońskie, zatopili niszczyciele „Nenohi” i „Arare”. W ciągu lata Amerykanie wybudowali silną bazę lotniczą na Wyspach Andrejanowa, uzyskując przewagę nad przeciwnikiem. Usadowienie się Japończyków na Aleutach uniemożliwiło Amerykanom wykorzystanie tych wysp jako bazy do ofensywy lotniczej przeciw wyspom japońskim.

## Odpowiedź aliantów
Amerykanie pod naciskiem opinii publicznej postanowili odbić zajęte przez wroga wyspy. Przygotowywali się do tego od początku 1943 roku. Pozycje japońskie na obu wyspach były bombardowane z powietrza i ostrzeliwane przez okręty US Navy. Amerykanie wylądowali 12 stycznia na niezajętej Amczitce, na której zbudowali silną bazę. Japończycy przez 11 miesięcy przebywania na wyspach umocnili je – w maju 1943 roku na Attu znajdowało się 2630 żołnierzy japońskich, a na Kisce 5400.

### Wyspy Komandorskie
Zespół morski United States Navy składający się z krążowników oraz niszczycieli pod dowództwem kontradm. Charlesa McMorrisa został wyznaczony do przechwycenia japońskiego konwoju z zaopatrzeniem. Zespół stoczył walkę z japońską flotą, znaną jako bitwa koło Wysp Komandorskich w marcu 1943 roku. Od tej bitwy Japończycy wstrzymali wszelkie próby dostarczenia zaopatrzenia dla garnizonów na Aleutach za pomocą okrętów nawodnych i jedynie okręty podwodne dostarczały zaopatrzenie dla japońskich wojsk na Wyspach Aleuckich. Straty amerykańskie wyniosły zaledwie jeden uszkodzony krążownik oraz dwa uszkodzone niszczyciele i 7 zabitych. Japońskie straty wyniosły zaś dwa uszkodzone krążowniki oraz 14 zabitych i 26 rannych.

### Odbicie Attu i Kiska

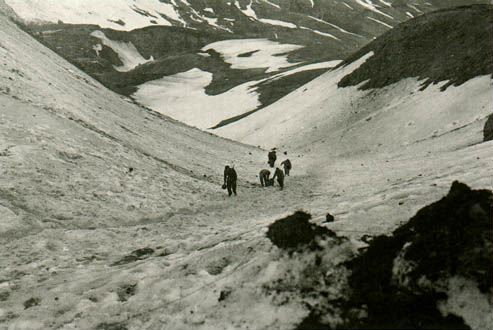
Amerykańscy żołnierze transportujący zaopatrzenie podczas walk na Attu w maju 1943 roku

11 maja 1943 roku rozpoczął się desant na Attu. Wylądowało tam 10 000 żołnierzy amerykańskich. Walki na wyspie były bardzo zacięte, o czym może świadczyć to, że poddało się jedynie 28 żołnierzy z japońskiego garnizonu. Duże straty obie strony ponosiły także poza obszarem walk, a było to spowodowane klimatem arktycznym oraz niesprzyjającymi warunkami terenowymi. Do udziału w operacji zajęcia Aleutów prócz okrętów desantowych wyznaczono lotniskowiec eskortowy USS „Nassau”, 3 pancerniki (USS „Pennsylvania”, „Idaho” oraz „Nevada”), 7 krążowników, 18 niszczycieli i 11 okrętów podwodnych oraz wiele mniejszych jednostek.
Do 30 maja Amerykanie przejęli pełną kontrolę nad Attu i rozpoczęli przygotowania do opanowania wyspy Kiska. Należy zwrócić uwagę, że Attu, zdobyta jako pierwsza, jest położona dalej na zachód od kontynentu amerykańskiego niż Kiska. Zajmując ją, Amerykanie odizolowali garnizon japoński na Kisce od strefy opanowanej przez Japończyków. W lipcu i sierpniu amerykańskie okręty ostrzeliwały wyspę i dowództwo japońskie postanowiło ewakuować stamtąd swoich żołnierzy. Do tego celu użyto okrętów podwodnych, jednak nie były one w stanie dokonać ewakuacji w szybkim tempie ze względu na brak miejsca. Poza tym poniosły one duże straty, gdyż na 13 biorących udział w tej operacji 2 zostały zatopione, 2 zaginęły, a 3 odniosły uszkodzenia od skalistego dna wokół Kiski. Japończycy postanowili pozostałych żołnierzy ewakuować okrętami nawodnymi. Dokonały tego 2 krążowniki i 6 niszczycieli. Korzystając z osłony mgły, niezauważone przez okręty amerykańskie patrolujące ten akwen, ewakuowały pozostałych żołnierzy.
15 sierpnia 1943 roku 34 426 alianckich żołnierzy wylądowało na Kisce. Żołnierze wojsk inwazyjnych należeli do amerykańskiej 7 Dywizji Piechoty, ale wśród nich znajdowało się także 5300 kanadyjskich żołnierzy, którzy należeli do 13 Kanadyjskiej Brygady Piechoty z 6 Dywizji Piechoty. Wojska inwazyjne nie zastały jednak tam wojsk wroga. Dowództwo amerykańskie nie wiedziało, że ponad dwa tygodnie wcześniej ostatni żołnierze wroga opuścili wyspę.

## Podsumowanie

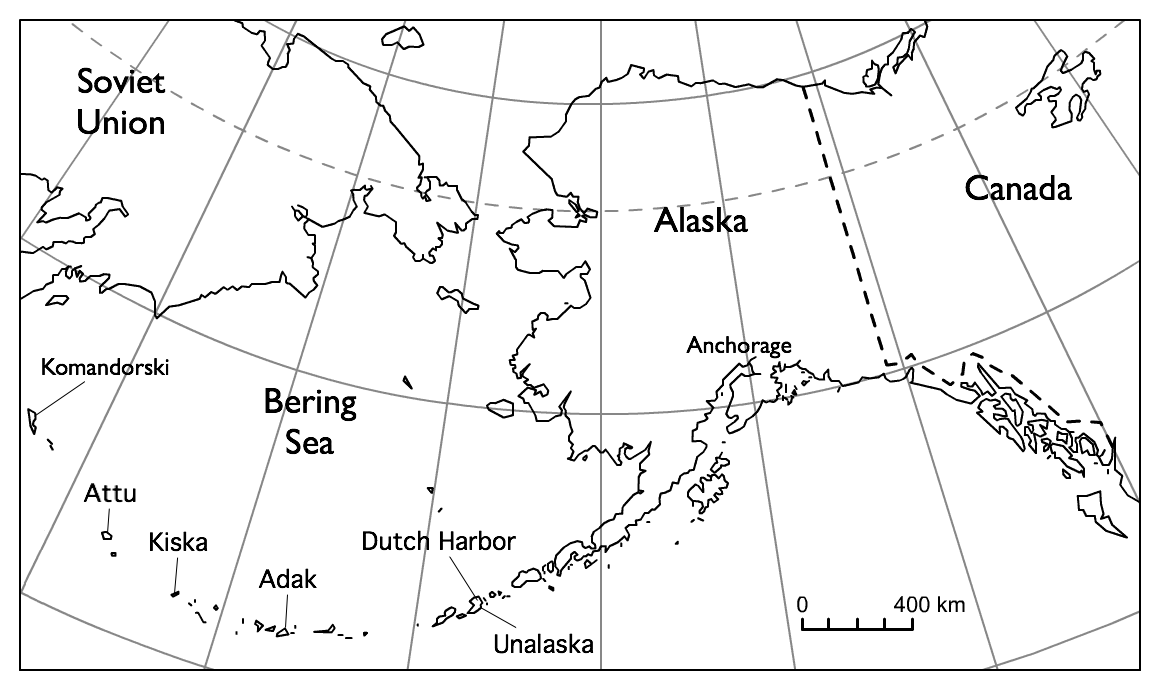
Mapa Wysp Aleuckich

Zajęcie Wysp Aleuckich przez Amerykanów utwierdziło Japończyków w przekonaniu, że następnym etapem będzie desant na Kuryle, dlatego utrzymywano tam silny garnizon, liczący 41 000 żołnierzy oraz około 500 samolotów.
Straty obu stron w czasie kampanii na Aleutach były duże. Japończycy stracili 3 niszczyciele, 6 okrętów podwodnych oraz transportowce i mniejsze jednostki. Stracili też ponad 200 samolotów, z tej liczby część w wyniku awarii. W tym samym czasie Amerykanie zdobyli prawie nieuszkodzony samolot myśliwski A6M Zero. Umożliwiło to Amerykanom poznanie konstrukcji tego myśliwca i poprawienie taktyk alianckich myśliwców w późniejszym okresie wojny. Ubytki Amerykanów wyniosły zatopione 3 niszczyciele i okręt podwodny oraz ok. 600 samolotów, z tego jednak tylko ok. 100 w walce. Pozostałe straty w lotnictwie były wynikiem panującego klimatu polarnego oraz fatalnych warunków atmosferycznych. W operacji odbicia wysp Attu i Kiska uczestniczyło w sumie ponad 300 000 żołnierzy amerykańskich.